# La Grande Robe bleue et Mimosas
La Grande Robe bleue et Mimosas est un tableau réalisé en 1937 par le peintre français Henri Matisse. Cette huile sur toile représente une femme vêtue d'une très ample robe bleue se tenant assise dans un fauteuil, la tête devant un bouquet de mimosas. L'œuvre est conservée au Philadelphia Museum of Art, à Philadelphie, aux États-Unis, depuis un don en 1956.

## Expositions
- Matisse. Cahiers d'art – Le tournant des années 1930, musée de l'Orangerie, Paris, 2023 — n°134.